# Convair 990 Coronado
Convair 990 Coronado je americký úzkotrupý čtyřmotorový proudový dopravní letoun vyráběný firmou Convair. Šlo o prodlouženou verzi předchozího typu Convair 880 vyráběnou dle požadavků leteckého přepravce American Airlines. Trup Convairu 990 byl prodloužen asi o 3 metry, což zvýšilo počet cestujících z původních 88 a 110 ve verzi 880 na počet mezi 96 až 121 u verze 990. Pořád to však nestačilo na srovnatelné typy jako Boeing 707 (110 až 189) nebo Douglas DC-8 (105 až 173), i když Convair 990 měl o asi 40–56 km/h větší cestovní rychlost.

## Vývoj

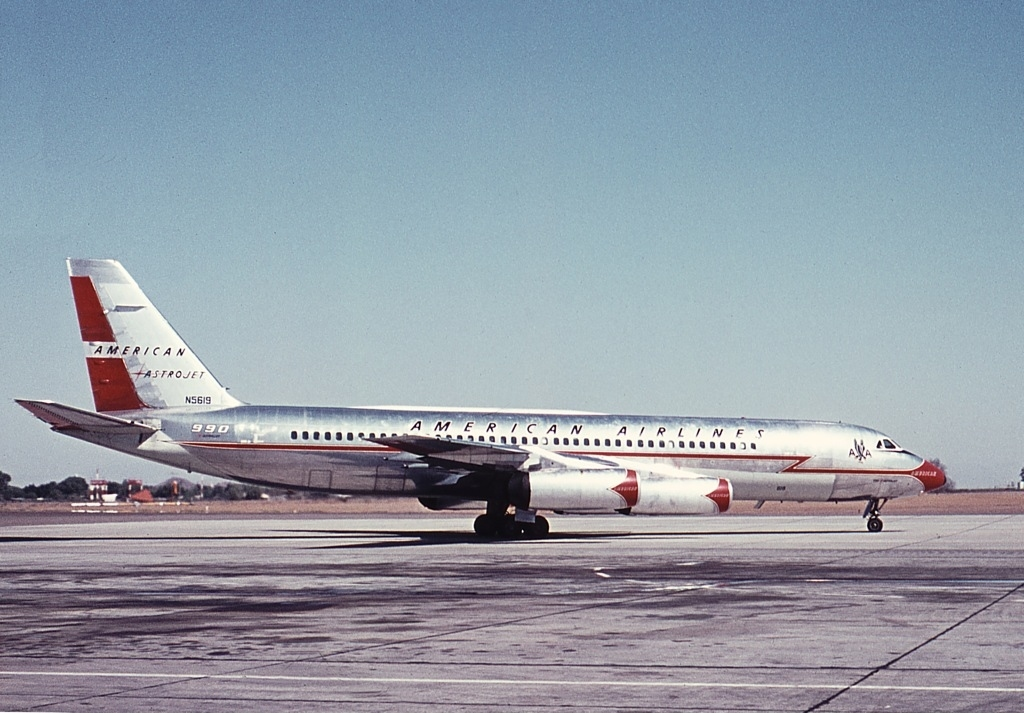
Convair CV-990 (N5619) společnosti American Airlines

American Airlines požádala Convair, aby navrhla letoun schopný letět od pobřeží k pobřeží nonstop z New Yorku do Los Angeles, disponující také větší kapacitou, než měl jeho předchůdce typ 880, který byl nejmenší z první generace amerických proudových dopravních letadel. První Convair 990 opustil tovární budovu v San Diegu v listopadu 1960 a 24. ledna 1961 provedl svůj první let.
Mezi změny oproti typu 880 patřily klapky na horní části odtokové hrany křídla, které snižovaly hluk a zvyšovaly kritické Machovo číslo. Letoun také dostal vylepšené motory General Electric CJ-805-23, které byly jedinečné v tom, že měly dmychadlo v zadní části motoru. Motor Pratt & Whitney JT3D, který poháněl konkurenční letadla, měl dmychadlo klasicky v přední části. CJ-805-23 byl zjednodušenou civilní verzí motoru J79 bez přídavného spalování. Stejně jako většina verzí J79, produkovaly i CJ805 a CJ805-23 mnoho zplodin, ačkoli pozdější dopravce Spantax na svých letounech CV-990 nechal spalovací komory vyměnit za bezdýmové.

## Služba
Letoun CV-990 nesplnil slíbené požadavky a společnost American Airlines v důsledku toho snížila jejich objednávku. Vznikl vylepšený model 990A, ale navzdory změnám letadlo nikdy nesplnilo požadavek na let od pobřeží k pobřeží, tedy nonstop let z New Yorku do Los Angeles. Swissair počátkem roku 1962 pořídila osm strojů 990A, které létaly na dlouhých trasách do Jižní Ameriky, Západní Afriky, na střední i dálný východ, stejně tak na vytížených evropských trasách. Jejich flotila byla stažena z provozu v roce 1975. Scandinavian Airlines letouny Coronado využívala k letům do Tokia a dalších míst na Dálném východě. Nad typem 990 se stáhla mračna příchodem strojů Boeing 720 a Boeing 720B - deriváty Boeingu 707 a později Boeingu 727. V době uzavření montážní linky roku 1963 bylo vyrobeno pouze 37 letounů CV-990, čímž se celková produkce trupů civilních dopravních letadel mateřské společnosti General Dynamics dostala na číslo 102 kusů. Neúspěch leteckých společností přijmout letouny Convair 880 a 990 vedl mateřskou společnost firmy Convair - General Dynamics - do jedné z největších korporátních ztrát v historii. V důsledku toho se Convair stáhl z trhu s dopravními letouny, ačkoli později stavěl trupy pro letouny McDonnell Douglas DC-10, KC-10 a MD-11.

## Specifikace (Convair 990A)

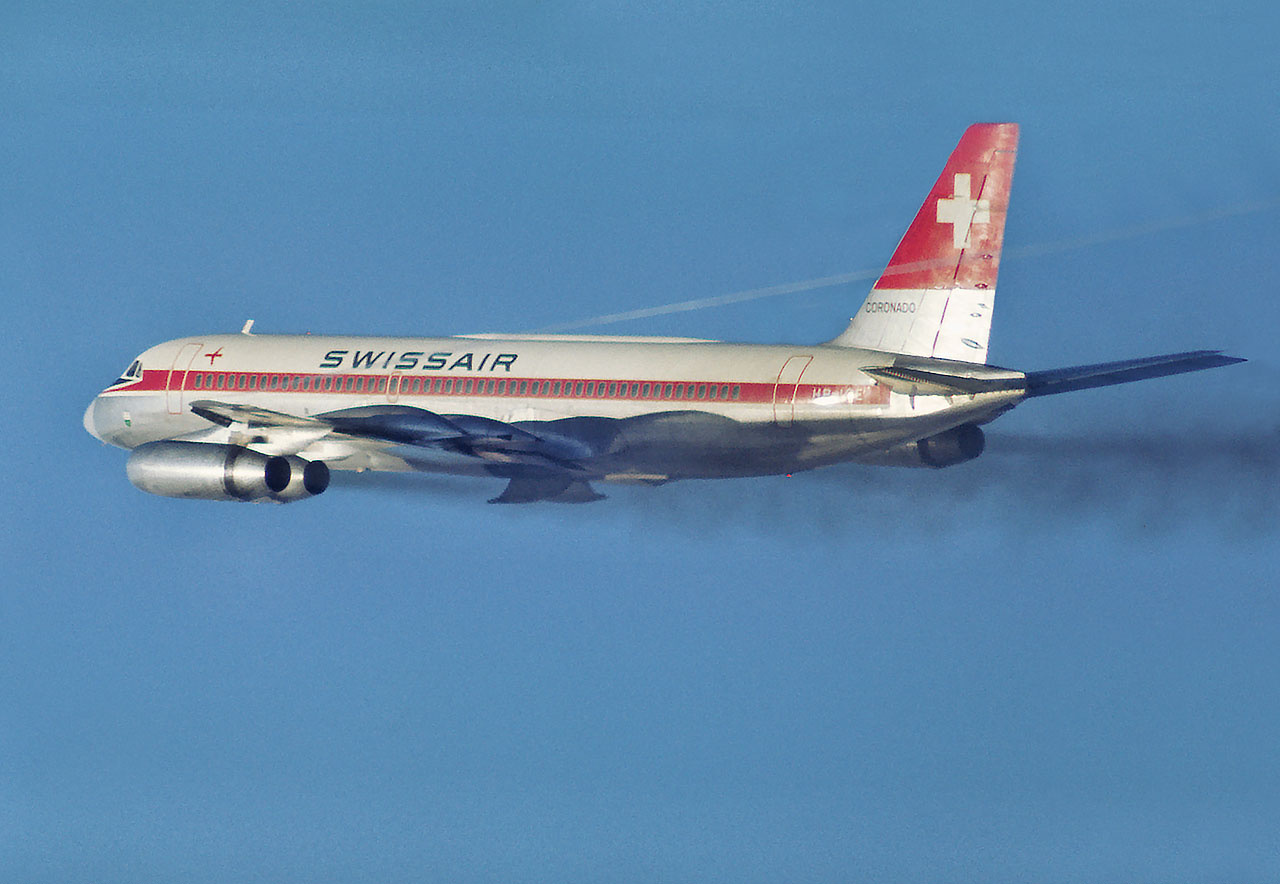
Convair 990A společnosti Swissair vzlétající z letiště Stockholm-Arlanda

### Technické údaje
- Posádka: 4
- Kapacita: 149 cestujících
- Délka: 42,59 m
- Rozpětí: 36,58 m
- Výška: 12,04 m
- Průměr trupu:3,76 m
- Plocha křídel: 209 m²
- Prázdná hmotnost: 51 256 kg
- Vzletová hmotnost: 111 674 kg
- Pohonná jednotka: 4× dvouproudový motor General Electric CJ805-23B
- Tah pohonné jednotky: 71,4 kN

### Výkony
- Maximální rychlost: 1000 km/h ve výšce 6 460 m
- Cestovní rychlost: 896 km/h ve výšce 10 668 m
- Dolet: 5 785 km